# Steinkisten in Ostpreußen
Die Steinkisten in Ostpreußen sind Begräbnisstätten der Jungsteinzeit im heutigen nordöstlichen Polen.

## Verbreitungsgebiet
Sie finden sich in der Woiwodschaft Ermland-Masuren, in den ehemaligen ostpreußischen Kreisen Allenstein, Ortelsburg und Osterode.

## Einordnung
Die ostpreußischen Steinkisten  bilden laut Carl Engel (1895–1947) die nordöstliche Fortsetzung der nordischen Megalitharchitektur bzw. der kujawischen Anlagen an der unteren Weichsel in Polen. Sie weichen von den kujawischen Anlagen aber stark ab.

## Beschreibung
Die vom Kreispfleger Tiska untersuchten acht Steinkisten im Kreis Ortelsburg brachten erste Erkenntnisse über diese jungsteinzeitliche Anlagenart. 
Die insgesamt elf Anlagen in Ostpreußen waren alle in den Boden eingetieft und lagen nicht wie die meisten kujawischen unter Hügeln. Die etwa zwei bis vier Meter langen und etwa ein Meter breiten Kisten sind teils dem geschlossenen Urdolmen entsprechende Blockkisten, teils so genannte Plattenkisten. Sie enthalten eine als Hocker niedergelegte Körperbestattung (nur in Rohmanen eine Doppelbestattung). Die Beigabe von tierischen Knochen, Eberhauern und einer typischen Keramikform weist auf die Kugelamphorenkultur (KAK). Die andere Keramikverzierung zeigt Verbindungen zur Schnurkeramik und zur Schönfelder Kultur. Scheibenartige, punktverzierte Bernsteinanhänger und polierte Beile aus gebändertem Feuerstein aus der südpolnischen Mine von Krzemionki gehören ebenfalls zu den Beigaben.